# Villanovaforru
Villanovaforru là một đô thị ở tỉnh Sud Sardegna trong vùng Sardegna của Ý, cách khoảng 50 km về phía tây bắc của Cagliari và khoảng 8 km về phía tây bắc của Sanluri. Tại thời điểm ngày 31 tháng 12 năm 2004, đô thị này có dân số 709 người và diện tích là 11.0 km².
Villanovaforru giáp các đô thị: Collinas, Lunamatrona, Sanluri, Sardara.